# 郭秀云
郭秀雲（英語：Sharon Kwok Sau Wan，1969年12月28日—），前香港女演員，曾擔任《花花公子》封面女郎，現時為海洋保育人士。她是國際華裔小姐自1988年舉辦以來，第一個非港姐出身的香港人三甲佳麗。

## 背景

### 早年
郭秀雲是一個出生於香港的中德混血兒，父親是美裔德國人。由於其父親是海洋公園創辦人之一，從小她便過著與海豚一同暢泳的童年﹔因此對大自然及動物產生濃厚興趣。
其後十歲隨母移居於美國接受西方教育下長大，自小接受不同語言、文化、教育下成長，從而培養多元化的興趣及才華。

### 演藝生涯
郭秀雲曾在三藩市舊金山藝術大學專修藝術系，並同時於舊金山藝術學院任教專修藝術系，郭秀雲十多歲已多次將自己的作品於慈善活動中拍賣，更取得高度評價。後來得到媽媽大力支持及鼓勵下，參加華裔小姐選舉。起初其母只希望藉此機會令活潑、好動和熱愛藝術的郭秀雲變得更女性化及多汲取社會經驗，沒想到她贏得當地選美；她繼而回港參選國際華裔小姐並獲得季軍，從而加入娛樂圈發展。其後郭秀雲與多間媒體公司例如香港電視廣播有限公司、亞洲電視及香港電台合作。1988年，郭秀雲正式加入香港影圈，所拍的電視電影不下數十套，其獨特的個性、精湛的演技，令郭秀雲於娛樂圈中迅速成名。
雖然事業上的成功為她帶來一定的滿足感，可惜她志不在此。她希望可以多發展其他興趣，如動物（動物學、對動物的護理、動物的福利、透過媒體及繁殖比賽級北京犬來鼓勵對動物的欣賞）、唱歌、烹飪、爬山、潛水、收藏化石及藝術品。她更希望利用其藝術修養及學識、多參與藝術文化發展、環保工作及慈善活動。
多年來郭秀雲支持多個慈善團體，包括健康快車、協青社、願望成真基金及防止兒童性侵犯協會等等。她亦是女性地理學家協會的成員；愛護動物協會青少年動物拯救隊、香港海豚保育學會及Bloom的大使；香港野生救援及藍色使命的董事；海峰創意有限公司及森海探險製作有限公司的執行董事，這兩間都是以提高保育意識為本的公司，由香港作為基地，希望向國際發展。郭秀雲希望可以透過她的作品、寫作及製作來達成這個夢想。由於小朋友是未來社會的棟樑，郭秀雲相信要改變現在的情況，教育下一代乃不二法門。有見及此，她決定拍攝一系列環保電視節目特輯及出書教育市民，以宣揚正確環保訊息。2010年11月，郭秀雲與無綫電視合作拍攝了一連十集的《森海尋寶》，向市民灌輸與大自然並存的應有態度，並將世界僅餘未被破壞的美麗海洋生態呈現觀眾眼前，希望能藉此牽動大家對美麗的大自然間之情。

## 家庭
哥哥為郭耀華，同為藝人，代表作為三級片《聊齋艷譚續集：五通神》，擔任第二男主角。
1990年与武打演员钱小豪在澳大利亚秘密结婚，并育有一子錢浩然（後改名龐景峰），但不足三年便分居，两人最后离婚收场。现任丈夫是“钢铁大王”庞鼎元第五子庞杰。

## 演出作品

### 電影
- 1989：《嘩鬼有限公司》
- 1990：《富貴兵團》
- 1990：《夜魔先生》
- 1990：《靚足100分》
- 1990：《最佳賊拍檔》
- 1991：《奪寶俏佳人》
- 1991：《聯手警探》
- 1991：《我為卿狂》
- 1992：《痴情快婿》
- 1993：《格殺令》
- 1993：《記得香蕉成熟時》
- 1993：《黃飛鴻之男兒當報國》
- 1993：《情人知己》
- 1993：《省港流鶯》
- 1994：《地獄來客》
- 1994：《凌凌漆大戰金鎗客》
- 1997：《完全結婚手冊》

## 電視節目

### 嘉賓主持
- 1992：《寵物主流派》

## 外部連結
- 郭秀云的Instagram帳戶
- 郭秀云的新浪微博
- 海峰創意有限公司
- 郭秀云在互联网电影资料库（IMDb）上的資料（英文）
- 郭秀云在香港影庫上的簡介
- 郭秀云在豆瓣上的资料（简体中文）